# Austin (stacja MTR)
Austin (chiński: 柯士甸) – jedna ze stacji MTR, systemu szybkiej kolei w Hongkongu, na West Rail Line. Została otwarta 16 sierpnia 2009. 
Znajduje się pod Austin Road w dzielnicy Yau Tsim Mong, w Nowych Terytoriach.